# 최고분대지도자

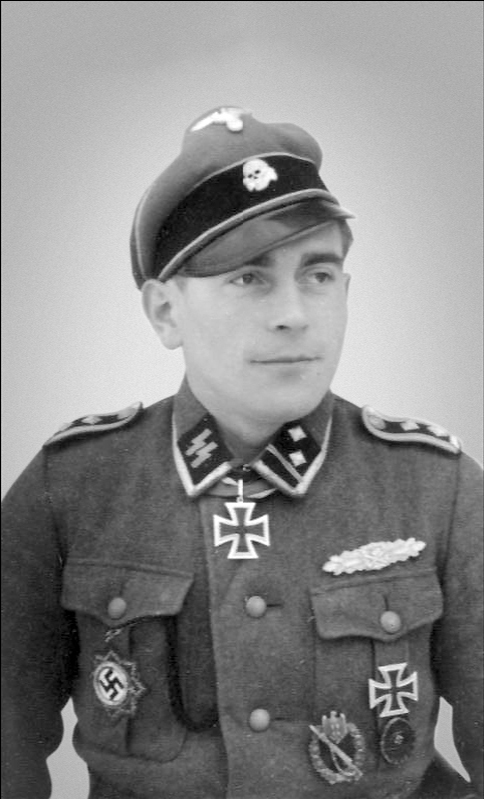
구스타프 슈라이버.

최고분대지도자(독일어: Hauptscharführer)는 1934년에서 1945년 사이 나치 친위대에서 사용한 계급이다. 일반친위대 비장교 최선임 계급이다(무장친위대는 돌격분대지도자가 비장교 최선임 계급이다). 국방군의 상급상사와 동격이다.
최고분대지도자 계급은 장검의 밤 사건 이후 친위대 조직을 재편하는 과정에서 만들어졌다. 최초로 사용된 것은 1934년 6월로 그전까지 친위대에서 사용되던 돌격대 계급인 상급부대지도자를 대체했다.

## 참고 자료
- Flaherty, T. H. (2004) [1988]. 《The Third Reich: The SS》. Time-Life Books, Inc. ISBN 1 84447 073 3.
- Lumsden, Robin (2000). 《A Collector's Guide To: The Waffen–SS》. Ian Allan Publishing, Inc. ISBN 0-7110-2285-2.
- McNab, Chris (2009). 《The SS: 1923–1945》. Amber Books Ltd. ISBN 978-1-906626-49-5.